# Isole Vergini Americane ai XV Giochi olimpici invernali
Le Isole Vergini Americane parteciparono ai XV Giochi olimpici invernali, svoltisi a Calgary, Canada, dal 13 al 28 febbraio 1988, con una delegazione di 6 atleti impegnati in tre discipline.